# アル・ズバラ級フリゲート
アル・ズバラ級フリゲート（英語: Al Zubarah-class frigate）は、カタール海軍のフリゲートの艦級。フリゲートとしての艦種記号を付されているが、公式にはドーハ型コルベット（英: Doha-class corvette）と称される。

## 来歴
カタールは湾岸協力会議（GCC）の原加盟国だが、イランやトルコとの関係強化を図る独自外交を展開した結果、サウジアラビアなどとの軋轢が生じて、2010年代半ばからは他のGCC諸国から制裁を受ける立場となっており、2017年カタール外交危機では一部のイスラム諸国との断交にまで至った。これらの軋轢は武力衝突に発展する状況には至っていないが、これを契機として、従来は小所帯だった海軍力の強化が図られており、2016年にはイタリアとの間で38－40億ユーロの武器輸出パッケージを取り決めた。
この一環として、同国のフィンカンティエリで建造されたのが本級である。

## 設計
船型は長船首楼型で、イタリア海軍のカルロ・ベルガミーニ級フリゲートの縮小型のような艦容となっている。上部構造物後端部に艦載ヘリコプターの格納庫を有するのも同級と同様だが、船体幅が狭いために1機分に削減されている。艦尾には大型のハッチが設けられており、舟艇の発着用と推測されている。
満載排水量3,250トンと小型の水上戦闘艦ながら、艦隊防空用としてアスター30、近接防空用としてRAMと2種類の艦対空ミサイルを併載するうえに、艦対艦ミサイルとしてエグゾセMM40ブロック3を8発搭載するなど、重武装が目立っている。
前檣頂部にはアクティブ・フェーズドアレイ・アンテナを採用したKRONOS多機能レーダーを搭載する。ただしソナーとしては、障害物回避・機雷探知用のもののみを搭載している。

## 同型艦一覧
| #    | 艦名                         | 就役            |
| ---- | ---------------------------- | --------------- |
| F101 | アル・ズバラ QENS Al Zubarah | 2021年 10月28日 |
| F102 | ダムサー QENS Damsah         | 2022年 4月28日  |
| F103 | アル・ホール QENS Al Khor    | 2022年 12月22日 |
| F104 | シマイスマ QENS Semaisma     | 2023年 5月16日  |